# Copa América 2007
Copa América 2007, česky též Mistrovství Jižní Ameriky ve fotbale 2007, bylo 42. mistrovství, pořádané fotbalovou asociací CONMEBOL. V hostitelské zemi Venezuele bylo na programu 26 zápasů v období od 26. června do 15. července roku 2007. Turnaje se účastnily i týmy Mexika a USA, jinak hrající pod hlavičkou asociace CONCACAF. V roce 2007 získala titul Brazílie a to poosmé, když ve finále porazila Argentinu 3-0.

## Zúčastněné týmy
| Argentina     | Chile    | Ekvádor                    |
| Peru          | Bolívie  | Kolumbie                   |
| Mexiko (host) | Uruguay  | Brazílie (úřadující mistr) |
| USA (host)    | Paraguay | Venezuela (pořadatel)      |

## Rozhodčí
| - Sergio Pezzotta - René Ortubé - Carlos Simon - Carlos Chandía - Óscar Julián Ruiz | - Mauricio Reinoso - Armando Archundia - Carlos Amarilla - Carlos Torres | - Víctor Rivera - Jorge Luis Larrionda - Baldomero Toledo - Manuel And |

Asistenti:
| - Rodolfo Otero - Juan Carlos Arroyo - Ednilson Corona - Rodrigo Gonzalez | - Juan Carlos Bedoya - Félix Badaraco - Amelio Andino - Luis Ávila | - Wálter Rial - Rafael Yánez - Plácido Chuello - Luis Sánchez |

## Stadióny
| Město          | Stadion                                     | Domácí tým                         | Kapacita |
| -------------- | ------------------------------------------- | ---------------------------------- | -------- |
| Maturín        | Estadio Monumental de Maturín               | Monagas SC                         | 52 000   |
| San Cristóbal  | Estadio Polideportivo de Pueblo Nuevo       | Deportivo Táchira                  | 45 000   |
| Mérida         | Estadio Metropolitano de Mérida             | Estudiantes de Mérida              | 45 000   |
| Puerto Ordaz   | Estadio Polideportivo Cachamay              | Mineros de Guayana                 | 45 000   |
| Barquisimeto   | Estadio Metropolitano de Fútbol de Lara     | Union Lara, Guaros de Lara         | 40 000   |
| Puerto La Cruz | Estadio Olímpico Luis Ramos                 | Deportivo Anzoátegui               | 40 000   |
| Maracaibo      | Estadio José Pachencho Romero               | UA Maracaibo                       | 40 000   |
| Caracas        | Estadio Olímpico de la Ciudad Universitaria | Venezuelská fotbalová reprezentace | 40 000   |
| Barinas        | Estadio Agustín Tovar "La Carolina"         | Zamora FC                          | 30 000   |

## Soupisky
Podrobnější informace naleznete v článku Copa América 2007 (soupisky).

## Základní skupiny

### Skupina A
| Tým       | Z | V | R | P | VG | IG | +/- | B |
| --------- | - | - | - | - | -- | -- | --- | - |
| Venezuela | 3 | 1 | 2 | 0 | 4  | 2  | +2  | 5 |
| Peru      | 3 | 1 | 1 | 1 | 5  | 4  | +1  | 4 |
| Uruguay   | 3 | 1 | 1 | 1 | 1  | 3  | −2  | 4 |
| Bolívie   | 3 | 0 | 2 | 1 | 4  | 5  | −1  | 2 |

| 26. června 2007 18:05 |          |                                      |                                                                                             |
| Uruguay               | 0 : 3    | Peru                                 | Estadio Metropolitano de Mérida, Mérida diváci: 23 000 rozhodčí: Carlos Amarilla (Paraguay) |
|                       | (Report) | Villalta 27' Mariño 70' Guerrero 88' | Estadio Metropolitano de Mérida, Mérida diváci: 23 000 rozhodčí: Carlos Amarilla (Paraguay) |

| 26. června 2007 20:50  |          |                     | |
| Venezuela              | 2 : 2    | Bolívie             | Estadio Polideportivo de Pueblo Nuevo, San Cristóbal diváci: 40 000 rozhodčí: Mauricio Reinoso (Ekvádor) |
| Maldonado 20' Páez 55' | (Report) | Moreno 38' Arce 84' | Estadio Polideportivo de Pueblo Nuevo, San Cristóbal diváci: 40 000 rozhodčí: Mauricio Reinoso (Ekvádor) |

| 30. června 2007 16:05 |          |             | |
| Bolívie               | 0 : 1    | Uruguay     | Estadio Polideportivo de Pueblo Nuevo, San Cristóbal diváci: 40 000 rozhodčí: Baldomero Toledo (USA) |
|                       | (Report) | Sánchez 58' | Estadio Polideportivo de Pueblo Nuevo, San Cristóbal diváci: 40 000 rozhodčí: Baldomero Toledo (USA) |

| 30. června 2007 18:20     |          |      | |
| Venezuela                 | 2 : 0    | Peru | Estadio Polideportivo de Pueblo Nuevo, San Cristóbal diváci: 40 000 rozhodčí: Benito Archundia (Mexiko) |
| Cichero 48' Arismendi 79' | (Report) |      | Estadio Polideportivo de Pueblo Nuevo, San Cristóbal diváci: 40 000 rozhodčí: Benito Archundia (Mexiko) |

| 3. července 2007 18:35 |          |                       |                                                                                         |
| Peru                   | 2 : 2    | Bolívie               | Estadio Metropolitano de Mérida, Mérida diváci: 42 000 rozhodčí: Carlos Chandía (Chile) |
| Pizarro 34', 85'       | (Report) | Moreno 24' Campos 45' | Estadio Metropolitano de Mérida, Mérida diváci: 42 000 rozhodčí: Carlos Chandía (Chile) |

| 3. července 2007 20:50 |          |         |                                                                                          |
| Venezuela              | 0 : 0    | Uruguay | Estadio Metropolitano de Mérida, Mérida diváci: 42 000 rozhodčí: Carlos Simon (Brazílie) |
|                        | (Report) |         | Estadio Metropolitano de Mérida, Mérida diváci: 42 000 rozhodčí: Carlos Simon (Brazílie) |

### Skupina B
| Tým      | Z | V | R | P | VG | IG | +/- | B |
| -------- | - | - | - | - | -- | -- | --- | - |
| Mexiko   | 3 | 2 | 1 | 0 | 4  | 1  | +3  | 7 |
| Brazílie | 3 | 2 | 0 | 1 | 4  | 2  | +2  | 6 |
| Chile    | 3 | 1 | 1 | 1 | 3  | 5  | −2  | 4 |
| Ekvádor  | 3 | 0 | 0 | 3 | 3  | 6  | −3  | 0 |

| 27. června 2007 18:35    |          |                               |                                                                                     |
| Ekvádor                  | 2 : 3    | Chile                         | Polideportivo Cachamay, Puerto Ordaz diváci: 35 000 rozhodčí: Óscar Ruiz (Kolumbie) |
| Valencia 16' Benítez 23' | (Report) | Suazo 20', 80' Villanueva 86' | Polideportivo Cachamay, Puerto Ordaz diváci: 35 000 rozhodčí: Óscar Ruiz (Kolumbie) |

| 27. června 2007 20:50 |          |                          |                                                                                           |
| Brazílie              | 0 : 2    | Mexiko                   | Polideportivo Cachamay, Puerto Ordaz diváci: 40 000 rozhodčí: Sergio Pezzotta (Argentina) |
|                       | (Report) | Castillo 23' Morales 28' | Polideportivo Cachamay, Puerto Ordaz diváci: 40 000 rozhodčí: Sergio Pezzotta (Argentina) |

| 1. července 2007 16:05       |          |       |                                                                                          |
| Brazílie                     | 3 : 0    | Chile | Estadio Monumental de Maturín, Maturín diváci: 52 000 rozhodčí: Carlos Torres (Paraguay) |
| Robinho 36' (pen.), 84', 87' | (Report) |       | Estadio Monumental de Maturín, Maturín diváci: 52 000 rozhodčí: Carlos Torres (Paraguay) |

| 1. července 2007 18:20 |          |            |                                                                                        |
| Mexiko                 | 2 : 1    | Ekvádor    | Estadio Monumental de Maturín, Maturín diváci: 52 000 rozhodčí: René Ortube (Bolívie]) |
| Castillo 21' Bravo 79' | (Report) | Méndez 84' | Estadio Monumental de Maturín, Maturín diváci: 52 000 rozhodčí: René Ortube (Bolívie]) |

| 4. července 2007 18:35 |          |       |                                                                                                 |
| Mexiko                 | 0 : 0    | Chile | Estadio Olímpico Luis Ramos, Puerto la Cruz diváci: 38 000 rozhodčí: Carlos Amarilla (Paraguay) |
|                        | (Report) |       | Estadio Olímpico Luis Ramos, Puerto la Cruz diváci: 38 000 rozhodčí: Carlos Amarilla (Paraguay) |

| 4. července 2007 20:50 |          |         |                                                                                                  |
| Brazílie               | 1 : 0    | Ekvádor | Estadio Olímpico Luis Ramos, Puerto la Cruz diváci: 38 000 rozhodčí: Sergio Pezzotta (Argentina) |
| Robinho 56' (pen.)     | (Report) |         | Estadio Olímpico Luis Ramos, Puerto la Cruz diváci: 38 000 rozhodčí: Sergio Pezzotta (Argentina) |

### Skupina C
| Tým       | Z | V | R | P | VG | IG | +/- | B |
| --------- | - | - | - | - | -- | -- | --- | - |
| Argentina | 3 | 3 | 0 | 0 | 9  | 3  | +6  | 9 |
| Paraguay  | 3 | 2 | 0 | 1 | 8  | 2  | +6  | 6 |
| Kolumbie  | 3 | 1 | 0 | 2 | 3  | 9  | −6  | 3 |
| USA       | 3 | 0 | 0 | 3 | 2  | 8  | −6  | 0 |

| 28. června 2007 18:35                     |          |          |                                                                                             |
| Paraguay                                  | 5 : 0    | Kolumbie | Estadio José Pachencho Romero, Maracaibo diváci: 34 500 rozhodčí: Jorge Larrionda (Uruguay) |
| Santa Cruz 30', 46', 80' Cabañas 84', 88' | (Report) |          | Estadio José Pachencho Romero, Maracaibo diváci: 34 500 rozhodčí: Jorge Larrionda (Uruguay) |

| 28. června 2007 20:50               |          |                   |                                                                                          |
| Argentina                           | 4 : 1    | USA               | Estadio José Pachencho Romero, Maracaibo diváci: 34 500 rozhodčí: Carlos Chandía (Chile) |
| Crespo 11', 60' Aimar 76' Tévez 84' | (Report) | Johnson 9' (pen.) | Estadio José Pachencho Romero, Maracaibo diváci: 34 500 rozhodčí: Carlos Chandía (Chile) |

| 2. července 2007 18:35 |          |                                       |                                                                              |
| USA                    | 1 : 3    | Paraguay                              | Estadio Agustín Tovar, Barinas diváci: 28 200 rozhodčí: Victor Rivera (Peru) |
| Clark 35'              | (Report) | Barreto 29' Cardozo 56' Cabañas 90+2' | Estadio Agustín Tovar, Barinas diváci: 28 200 rozhodčí: Victor Rivera (Peru) |

| 2. července 2007 20:50                              |          |                             |                                                                                           |
| Argentina                                           | 4 : 2    | Kolumbie                    | Estadio José Pachencho Romero, Maracaibo diváci: 40 000 rozhodčí: Carlos Simon (Brazílie) |
| Crespo 20' (pen.) Riquelme 34', 45' D. Milito 90+1' | (Report) | E. Perea 10' Castrillón 76' | Estadio José Pachencho Romero, Maracaibo diváci: 40 000 rozhodčí: Carlos Simon (Brazílie) |

| 5. července 2007 18:35 |          |                | |
| USA                    | 0 : 1    | Kolumbie       | Estadio Metropolitano de Fútbol de Lara, Barquisimeto diváci: 37 500 rozhodčí: Manuel Andarcia (Venezuela) |
|                        | (Report) | Castrillón 15' | Estadio Metropolitano de Fútbol de Lara, Barquisimeto diváci: 37 500 rozhodčí: Manuel Andarcia (Venezuela) |

| 5. července 2007 20:50 |          |          | |
| Argentina              | 1 : 0    | Paraguay | Estadio Metropolitano de Fútbol de Lara, Barquisimeto diváci: 37 500 rozhodčí: Jorge Larrionda (Uruguay) |
| Mascherano 79'         | (Report) |          | Estadio Metropolitano de Fútbol de Lara, Barquisimeto diváci: 37 500 rozhodčí: Jorge Larrionda (Uruguay) |

### Žebříček týmů na třetích místech
Dva nejlepší týmy na třetích místech postoupily také do čtvrtfinále.
| Sk. | Tým      | Z | V | R | P | VG | IG | +/- | B |
| --- | -------- | - | - | - | - | -- | -- | --- | - |
| B   | Chile    | 3 | 1 | 1 | 1 | 3  | 5  | −2  | 4 |
| A   | Uruguay  | 3 | 1 | 1 | 1 | 1  | 3  | −2  | 4 |
| C   | Kolumbie | 3 | 1 | 0 | 2 | 3  | 9  | −6  | 3 |

## Vyřazovací část
|  | Čtvrtfinále                  | Čtvrtfinále                 |                          |        | Semifinále  | Semifinále  |  |  | Finále                 | Finále |
|  |                              |                             |                          |        |             |             |  |  |                        |        |
|  | 7. červenec - San Cristobal  |                             |                          |        |             |             |  |  |                        |        |
|  |                              |                             |                          |        |             |             |  |  |                        |        |
|  | Venezuela                    | 1                           |                          |        |             |             |  |  |                        |        |
|  | Venezuela                    | 1                           | 10. červenec - Maracaibo |        |             |             |  |  |                        |        |
|  | Uruguay                      | 4                           |                          |        |             |             |  |  |                        |        |
|  | Uruguay                      | 4                           | Uruguay                  | 2 (4)  |             |             |  |  |                        |        |
|  | 7. červenec - Puerto La Cruz |                             | Uruguay                  | 2 (4)  |             |             |  |  |                        |        |
|  |                              | Brazílie                    | 2 (5)                    |        |             |             |  |  |                        |        |
|  | Chile                        | Brazílie                    | 2 (5)                    | 1      |             |             |  |  |                        |        |
|  | Chile                        |                             | 15. červenec - Maracaibo | 1      |             |             |  |  |                        |        |
|  | Brazílie                     | 6                           |                          |        |             |             |  |  |                        |        |
|  | Brazílie                     | 6                           | Brazílie                 | 3      |             |             |  |  |                        |        |
|  | 8. červenec - Maturín        |                             | Brazílie                 | 3      |             |             |  |  |                        |        |
|  |                              | Argentina                   | 0                        |        |             |             |  |  |                        |        |
|  | Mexiko                       | Argentina                   | 0                        | 6      |             |             |  |  |                        |        |
|  | Mexiko                       | 11. červenec - Puerto Ordaz |                          | 6      |             |             |  |  |                        |        |
|  | Paraguay                     | 0                           |                          |        |             |             |  |  |                        |        |
|  | Paraguay                     | 0                           | Mexiko                   | 0      | Třetí místo | Třetí místo |  |  |                        |        |
|  | 8. červenec - Barquisimeto   |                             | Mexiko                   | 0      | Třetí místo | Třetí místo |  |  |                        |        |
|  |                              | Argentina                   | 3                        |        |             |             |  |  |                        |        |
|  | Argentina                    | Argentina                   | 3                        | 4      | Uruguay     | 1           |  |  |                        |        |
|  | Argentina                    |                             |                          | 4      | Uruguay     | 1           |  |  |                        |        |
|  | Peru                         | 0                           |                          | Mexiko | 3           |             |  |  |                        |        |
|  | Peru                         | 0                           |                          |        | 3           |             |  |  |                        |        |
|  |                              |                             |                          |        |             |             |  |  | 14. červenec - Caracas |        |
|  |                              |                             |                          |        |             |             |  |  |                        |        |

### Čtvrtfinále
| 7. července 2007 18:05 |          |                                            | |
| Venezuela              | 1 : 4    | Uruguay                                    | Estadio Polideportivo de Pueblo Nuevo, San Cristóbal diváci: 41 200 rozhodčí: Carlos Chandía (Chile) |
| Arango 41'             | (Report) | Forlán 38', 90+1' García 64' Rodríguez 86' | Estadio Polideportivo de Pueblo Nuevo, San Cristóbal diváci: 41 200 rozhodčí: Carlos Chandía (Chile) |

| 7. července 2007 20:50 |          |                                                                  |                                                                                                |
| Chile                  | 1 : 6    | Brazílie                                                         | Estadio Olímpico Luis Ramos, Puerto la Cruz diváci: 38 000 rozhodčí: Jorge Larrionda (Uruguay) |
| Suazo 76'              | (Report) | Juan 16' Baptista 23' Robinho 27', 50' Josué 68' Vágner Love 85' | Estadio Olímpico Luis Ramos, Puerto la Cruz diváci: 38 000 rozhodčí: Jorge Larrionda (Uruguay) |

| 8. července 2007 16:05                                                     |          |          |                                                                                             |
| Mexiko                                                                     | 6 : 0    | Paraguay | Estadio Monumental de Maturín, Maturín diváci: 52 000 rozhodčí: Sergio Pezzotta (Argentina) |
| Castillo 5' (pen.), 38' Torrado 27' Arce 79' Blanco 87' (pen.) Bravo 90+1' | (Report) |          | Estadio Monumental de Maturín, Maturín diváci: 52 000 rozhodčí: Sergio Pezzotta (Argentina) |

| 8. července 2007 18:50                     |          |      | |
| Argentina                                  | 4 : 0    | Peru | Estadio Metropolitano de Fútbol de Lara, Barquisimeto diváci: 38 800 rozhodčí: Carlos Simon (Brazílie) |
| Riquelme 47', 85' Messi 61' Mascherano 75' | (Report) |      | Estadio Metropolitano de Fútbol de Lara, Barquisimeto diváci: 38 800 rozhodčí: Carlos Simon (Brazílie) |

### Semifinále
| 10. července 2007 20:50 |          |                         |                                                                                         |
| Uruguay                 | 2 : 2    | Brazílie                | Estadio José Pachencho Romero, Maracaibo diváci: 38 100 rozhodčí: Óscar Ruiz (Colombia) |
| Forlán 36' Abreu 69'    | (Report) | Maicon 13' Baptista 41' | Estadio José Pachencho Romero, Maracaibo diváci: 38 100 rozhodčí: Óscar Ruiz (Colombia) |

|                                                      |       | Penaltový rozstřel                                         |  |
| Forlán Scotti González Rodríguez Abreu García Lugano | 4 : 5 | Robinho Juan Gilberto Silva Afonso Diego Fernando Gilberto |  |

| 11. července 2007 20:50 |          |                                          |                                                                                      |
| Mexiko                  | 0 : 3    | Argentina                                | Polideportivo Cachamay, Puerto Ordaz diváci: 41 600 rozhodčí: Carlos Chandía (Chile) |
|                         | (Report) | Heinze 45' Messi 61' Riquelme 65' (pen.) | Polideportivo Cachamay, Puerto Ordaz diváci: 41 600 rozhodčí: Carlos Chandía (Chile) |

### O 3. místo
| 14. července 2007 17:05                  |          |           |                                                                               |
| Mexiko                                   | 3 : 1    | Uruguay   | Estadio Olímpico, Caracas diváci: 25 000 rozhodčí: Mauricio Reinoso (Ekvádor) |
| Blanco 36' (pen.) Bravo 68' Guardado 76' | (Report) | Abreu 22' | Estadio Olímpico, Caracas diváci: 25 000 rozhodčí: Mauricio Reinoso (Ekvádor) |

### Finále
| 15. července 2007 17:05               |          |           |                                                                                              |
| Brazílie                              | 3 : 0    | Argentina | Estadio José Pachencho Romero, Maracaibo diváci: 40 000 rozhodčí: Carlos Amarilla (Paraguay) |
| Baptista 4' Ayala 40' (vl.) Alves 69' | (Report) |           | Estadio José Pachencho Romero, Maracaibo diváci: 40 000 rozhodčí: Carlos Amarilla (Paraguay) |

## Vítěz
| Copa América 2007 Brazílie 8. titul |